# ヨモツシコメ
ヨモツシコメ（予母都志許売、泉津醜女、黄泉醜女）は、日本神話に登場する黄泉国の怪物、または神。ヨモツヒサメ（泉津日狭女）ともする。

## 概要
黄泉国訪問の段に登場する。『古事記』では予母都志許売（豫母都志許賣）、『日本書紀』では泉津醜女、別名を泉津日狭女とする。

## 記述

### 古事記
伊耶那美命は自分との約束を破って逃げ出した伊耶那岐命を捕まえるため、豫母都志許賣に伊耶那岐命を追わせた。伊耶那岐命が黒御縵（くろみかずら）を取って投げつけたところ山葡萄が生え、予母都志許売がそれらを食べている間に逃げた。食べ終わるとまた追ってきたため、右の角髪に刺してある湯津々間櫛（ゆつつまぐし）を引っ掻いて投げた。すると今度は筍が生えてきて、同じくそれらを食べている間に逃げた。

### 日本書紀

#### 巻第一 第五段一書第六
伊奘冉尊は伊奘諾尊を追うために泉津醜女八人、または泉津日狭女を遣わせる。伊奘諾尊は剣を抜いて背後を振り払いながら逃げた。黒鬘（くろきみかずら）を投げると葡萄が成り、泉津醜女らはこれを採って食べ、食べ終わるとまた追いかけてきた。次に湯津爪櫛（ゆつつまぐし）を投げると筍が成り、泉津醜女らは抜いて食べ、食べ終わるとさらに追いかけてきた。別伝によれば、伊奘諾尊が大樹に向かって放尿すると巨大な川となった。泉津日狭女らが川を渡ろうとしている間に、伊奘諾尊は泉津平坂に辿り着くことができた。

## 考証
シコ（志許、醜）の語句について、ヨモツシコメの場合は黄泉国の醜い女の意とされる一方、同じくシコを名に持つアシハラシコヲ（葦原色許男、葦原醜男）は、葦原中国の醜い男の他に強い男の意とされることがある。シコの本義の解釈については、黄泉国が死と深く関わっている点と、葦原色許男の根国での試練が儀礼的な死と見なされる点から、シコメ・シコヲを他界・死と密接な関係を持つ存在であるとする説、黄泉国は葦原中国、葦原中国は根国を基準にして外部であることから、それらの世界に住むシコメ・シコヲを規範から逸脱しているよそ者とする説などがある。 また、シコとモノを互換性のある語と見て、決まった形を持たない霊魂（モノ）が具体的な形を取るとシコになり、ヨモツシコメは死の穢れという黄泉国が持っている負の力＝モノを具現化させた存在として登場しているのではないかとも考えられている。
なお、ヨモツシコメは鬼女と解釈されることがあるが、記紀にはシコメを鬼とする記述はない。性別が明記される鬼は仏典に見られる特徴であることから、醜女を仏教説話や現代の鬼とは切り離して考えるべきとする説もある。